# Gruppenzwang
Gruppenzwang (auch Konformitäts- oder Gruppendruck, engl. unter anderem Peer pressure) gilt als Auslöser für die Anpassung des Verhaltens oder der Einstellung von Personen innerhalb einer Gruppe. Angepasstes Verhalten zeigt sich vor allem dort, wo Konformität als Bedingung der Zugehörigkeit gilt und die Gruppe begrenzt ist. Da wechselseitige Orientierung innerhalb der Gruppe eine ordnende Funktion erfüllt, ist Verhaltensanpassung vermutlich evolutionär begründet.

## Begriffliche Einordnung und Hintergrund
Der Begriff setzt sich aus den beiden Wörtern Gruppe und Zwang zusammen und beschreibt ein gruppendynamisches Phänomen, das in der Sozialpsychologie von zentraler Bedeutung ist.
Für den Menschen als soziales Wesen ist die Aufnahme von Beziehungen zu anderen Menschen ein angeborenes Grundbedürfnis. Interaktionen zwischen Personen in sozial vergleichbarer Lage sind oftmals geprägt von einer Demonstration der Zugehörigkeit. Zudem wirken Gruppen identitätsstiftend. Mit der Gruppenzugehörigkeit einher geht eine Ausgrenzung von und eine Abgrenzung zu Außenseitern. So werden Individuen zum einen durch den Wunsch nach Anerkennung und zum anderen durch einen drohenden bzw. befürchteten Ausschluss aus der Gruppe zu einer Anpassung ihres Verhaltens veranlasst. Mit einem stärker werdenden Wir-Gefühl wächst der Druck, die Gruppennormen einzuhalten, gemeinsame Ziele und Wertvorstellungen zu entwickeln und zu verfolgen. Indem sie Nonkonformität sanktionieren, versuchen Gruppen, ihre Mitglieder zu Konformität zu bewegen. Diesem normativen sozialen Einfluss steht ein informativer sozialer Einfluss gegenüber, bei dem andere Gruppenmitglieder in uneindeutigen Situationen als Informationsquelle herangezogen werden. Durch Anpassung soll die Unsicherheit darüber, wie man sich angemessen verhält, verringert werden.

### Analogien
Vergleiche mit gruppendynamischen Verhaltensweisen im Tierreich legen nahe, dass menschliche Anpassung als instinkthaftes Verhalten gewertet werden kann. Bekannte Beispiele sind das Herdenverhalten an Finanzmärkten, der Schwarmtrieb, allgemeines Schwarmverhalten, eine jagende Meute oder die metaphorische Redewendung vom Heulen mit den Wölfen.

### Gruppendenken und öffentliche Meinung
Die Wirksamkeit eines Konformitätsdruckes zeigt sich auch im Gruppendenken und der Anpassung individueller Überzeugungen an eine vorherrschende öffentliche Meinung. Als Schweigespirale wird eine dynamische Entwicklung bezeichnet, die durch eine Schweigetendenz bei einer von der vermeintlichen Mehrheitsmeinung abweichenden individuellen Auffassung verursacht wird. Übereinstimmung dagegen fördert die Rede- und Zeigebereitschaft.

## Einflussfaktoren
Unterschiedliche Faktoren können die Anpassung des Verhaltens an die Gruppennorm beeinflussen. So erhöhen ein starkes Solidaritätsgefühl, hierarchische Strukturen und eine hohe Meinungsübereinstimmung innerhalb einer Gruppe den Konformitätsdruck. Im Zusammenhang mit militärischen Einheiten und Sicherheitsbehörden werden Korpsgeist und Cop Culture als Ausprägungen eines besonders ausgeprägten Wir-Gefühls thematisiert, das sich verselbstständigen und Fehlverhalten ermöglichen oder begünstigen kann. Die Kultur der Polizisten „produziert Konformität und Assimilation, aber keine Entgrenzung“. Sie „fördert den Exzess nicht, sie entschuldigt ihn aber manchmal.“
Auch in spontan gebildeten Menschenansammlungen kann eine mitreißende Gruppendynamik entstehen, durch die sich normalerweise friedfertige Personen zu grenzüberschreitendem, gewalttätigem Verhalten verleiten lassen. Meist lassen sich innerhalb der anonymen Masse „soziale Verdichtungen“ eingeschworener Gruppen ausmachen, die für die Stabilisierung der Gewaltanwendung aus der Masse heraus eine wichtige Rolle spielen. Der Soziologe Stefan Kühl beschreibt hier ein wechselseitiges Verhältnis, bei dem Massengewalt rückwirkend die eskalierende Gruppe stabilisiert: „Die sinnstiftende Gewalterfahrung kann dann dazu beitragen, dass solche Gruppen förmlich Situationen suchen, in denen sie diese Erfahrung wiederholen können. Die Wiederholung der Gewaltrituale am Ersten Mai […] oder auch die regelmäßigen Schlägereien am Rande von Fußballspielen hängen maßgeblich damit zusammen, dass die durch die gemeinsame Gewalterfahrung zusammengehaltenen Gruppen auf der Suche nach Situationen sind, in denen sich der Rausch der Massengewalt entfalten kann.“
Religiöse und soziale Randgruppen können ebenfalls durch einen besonders hohen Anpassungsdruck nach innen gekennzeichnet sein, während sie sich nach außen einer Assimilation an die Orientierungen der Majorität widersetzen.
Zu den persönlichen Faktoren zählen ein starkes Bedürfnis nach Bestätigung und Gewissheit sowie ein geringes Selbstwertgefühl als Verstärker des Konformitätsdrucks. Viele Menschen fühlen sich unwohl oder unsicher, wenn sie abweichende Meinungen vertreten. Sie befürchten, damit bei anderen Gruppenmitgliedern Antipathie und Abneigung hervorzurufen. Die Gruppenerwartung beeinflusst auf diese Weise das Verhalten ihrer Mitglieder. Wenn sich Gruppenmitglieder nicht konform verhalten, laufen sie Gefahr als Abweichler ausgegrenzt werden.
Je mehr dieser Faktoren zutreffen, desto höher ist die Wahrscheinlichkeit einer Anpassung der Einzelnen an die Gruppennorm.

## Experimentelle Untersuchungen
Bekannte Sozialpsychologen, die den Konformitätsdruck experimentell erforschten, waren Muzafer Sherif (1935) und Solomon Asch (1951).
Muzafer Sherif nutzte 1935 den autokinetischen Effekt, eine optische Täuschung, bei der ein feststehender Lichtpunkt in einem vollkommen abgedunkelten Raum als bewegt wahrgenommen wird, zur Untersuchung des Gruppeneinflusses. Während die Probanden in aufeinanderfolgenden Allein-Durchgängen zu stark voneinander abweichenden Ergebnissen bei der Einschätzung des Bewegungsumfangs kamen, glichen sich die Urteile im Gruppenkontext nach wenigen Durchgängen einander an. Diese Übereinstimmung blieb auch in den darauf folgenden Einzel-Beobachtungen erhalten.
Solomon Asch führte 1951 ein Konformitätsexperiment durch, bei dem Probanden die Länge gerader Linien und ihr Verhältnis zueinander einschätzen mussten. Es zeigte sich, dass der Konformitätsdruck in einer Gruppe die Einschätzung einer Person dahingehend beeinflussen kann, dass sie eine offensichtlich falsche Aussage als richtig bewertet. Das Originalexperiment wurde später in einer Vielzahl von Varianten repliziert, die darauf hinwiesen, dass sich der Konformitätsdruck mit zunehmender Größe der Gruppe verstärkt.
2005 wiederholte der Neurowissenschaftler Gregory Berns das Asch-Experiment und überwachte die Gehirnaktivität der Probanden mithilfe der Magnetresonanztomografie. Während sich die Versuchspersonen entgegen ihrer eigentlichen Wahrnehmung der Mehrheitsmeinung anschlossen, war keine Aktivität in den Hirnarealen festzustellen, die für den Umgang mit Widersprüchen zuständig sind. Stattdessen war der Bereich für das räumliche Vorstellungsvermögen aktiv. Dieses Ergebnis wurde dahingehend interpretiert, dass das Gehirn die visuelle Wahrnehmung an die Erwartung anpasst und eine optische Täuschung erzeugt hatte, sodass die Probanden tatsächlich sahen, was sie sehen sollten.
2011 veröffentlichten Wissenschaftler vom Max-Planck-Institut für evolutionäre Anthropologie in Leipzig und dem Max-Planck-Institut für Psycholinguistik im niederländischen Nijmegen eine Studie, bei der sie das Verhalten von 96 Vierjährigen untersucht hatten, die Inhalte eines Bilderbuchs benennen sollten. Im Ergebnis zeigte sich, dass die Kinder dazu neigten, sich der Mehrheitsmeinung anzuschließen – selbst dann, wenn sie diese eigentlich für falsch hielten. Die Forscher vermuteten grundlegende soziale Erwägungen als Beweggrund, etwa den Wunsch, von der Gruppe akzeptiert zu werden. Verstärkt zeigte sich die beobachtete Anpassung an die Mehrheitsmeinung wider besseres Wissen, wenn die Kinder ihre Meinung öffentlich machen mussten. 2014 wurde ebenfalls am MPI in Leipzig untersucht, ob sich Konformitätsdruck noch früher nachweisen lässt. Dazu wurde das Verhalten zweijähriger Kinder mit dem junger Schimpansen verglichen, die vor die Entscheidung gestellt wurden, eine Aufgabe richtig zu lösen und dafür eine Belohnung zu bekommen, oder sich einer falsch liegenden Mehrheit anzupassen und leer auszugehen. Während sich die Schimpansen nicht beirren ließen, richteten sich die Kinder nach der Gruppe, besonders dann, wenn sie dabei beobachtet wurden.

### Stanford-Prison-Experiment
Ein umstrittenes sozialpsychologisches Experiment zur Erforschung menschlichen Verhaltens in Gefangenschaft wurde 1971 unter der Leitung des Sozialpsychologen Philip Zimbardo mit 24 Studierenden der Stanford University durchgeführt. Nach einem Losverfahren wurden die Probanden in zwei Gruppen eingeteilt, von denen die eine in einem realistisch nachgestellten Gefängnissetting als Wärter, die andere als Gefangene agieren sollte. Nach 6 Tagen wurde das Experiment wegen eskalierender Gewalt abgebrochen. Zur Erklärung wurde neben einer Deindividuation durch die zugewiesene Rolle, einer Legitimation des eigenen Verhaltens durch Regeln und Vorschriften sowie kognitiver Dissonanz auch der Konformitätsdruck in der Gruppe der Wärter für das zunehmend gewalttätige Gruppenverhalten verantwortlich gemacht.
Basierend auf den Ereignissen schrieb Mario Giordano 1999 seinen Roman Black Box, der 2001 unter dem Titel Das Experiment verfilmt wurde.

### The Third Wave
Unter der Bezeichnung The Third Wave wurde ein Sozialexperiment bekannt, das der Geschichtslehrer Ron Jones 1967 an der Cubberley High School in Palo Alto mit Zehntklässlern zum Verständnis des Nationalsozialismus durchgeführt hatte. Angestoßen durch die Frage, wie es sein konnte, dass ein Großteil der deutschen Bevölkerung vorgab, nichts von der Judenvernichtung gewusst zu haben, wollte Jones seinen Klassen die Faszination eines totalitären Systems mit einem Rollenspiel verständlich machen. Er führte einen autoritären, auf Disziplin und Gehorsam ausgerichteten Unterrichtsstil ein, gab der Schülergruppe den Namen „The Third Wave“ und wies ihnen Rollen mit unterschiedlichen Einschränkungen, Insignien und Verhaltensnormen zu. Nach wenigen Tagen brach Jones das Experiment ab, weil ihm bewusst wurde, dass er die Kontrolle über die Gruppendynamik und die Distanz zu seiner eigenen Rolle als Diktator verlor.
Auf Grundlage dieses Experiments entstand 1981 der Roman Die Welle von Morton Rhue, 2008 ein gleichnamiges deutsches Filmdrama unter der Regie von Dennis Gansel mit Jürgen Vogel in der Hauptrolle und 2019 die Jugend-Serie Wir sind die Welle auf Netflix.